# زاك ماسون
زاك ماسون (بالإنجليزية: Zach Mason)‏ هو لاعب كرة قدم أمريكي في مركز الوسط، ولد في 1994 في غلينا في الولايات المتحدة. لعب مع Ohio State Buckeyes men's soccer ‏.